# Kassari kabel
Kassari kabel är en luthersk kyrkobyggnad belägen i Käina, Estland. Den är bland Estlands minsta lutherska kyrkobyggnader. Den blev klar 1801. Runt kapellet finns en liten begravningsplats, där bland andra Villem Tamm är begravd.

## Bilder

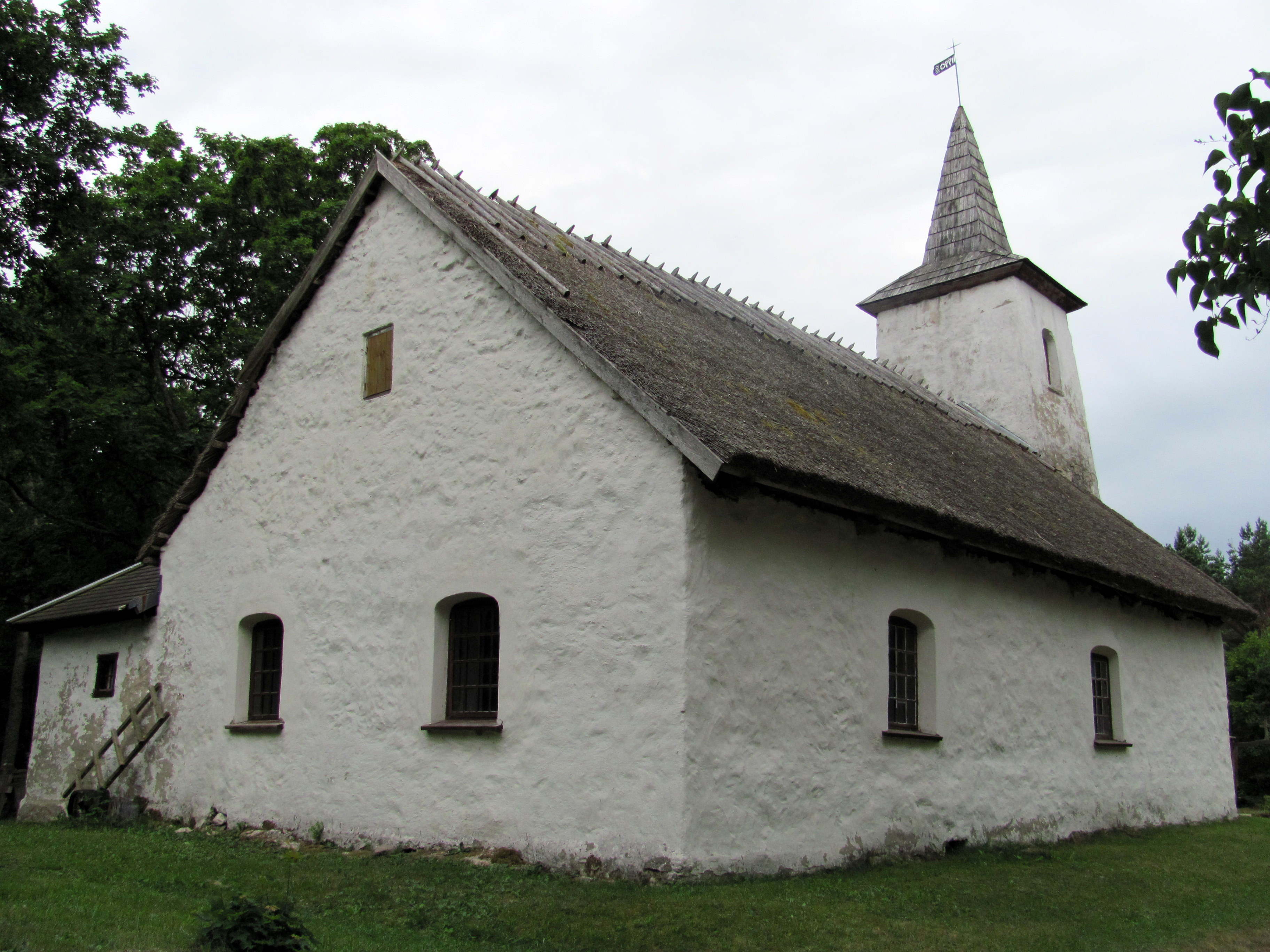
Baksidan.
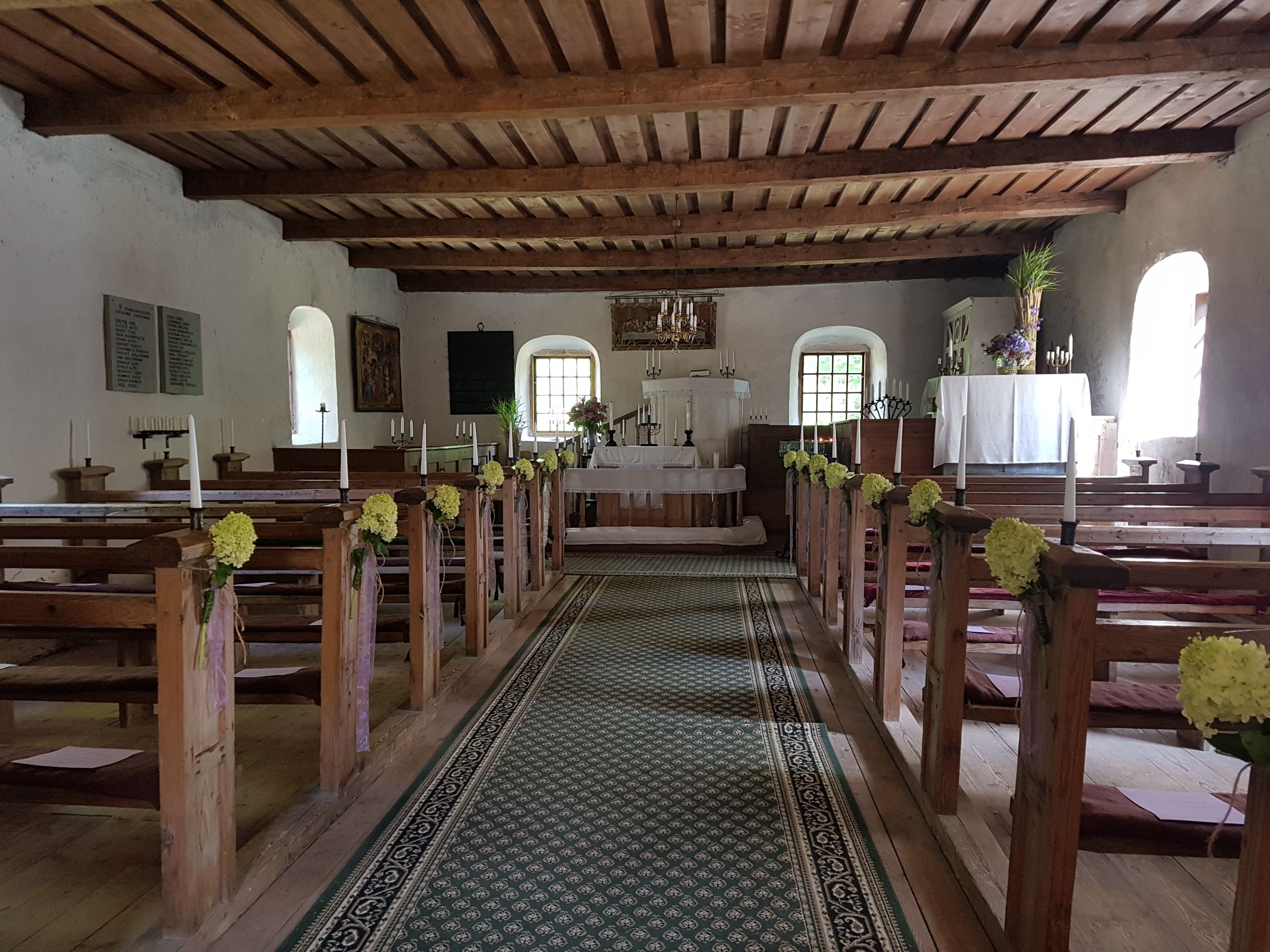
Interiören mot altaret.
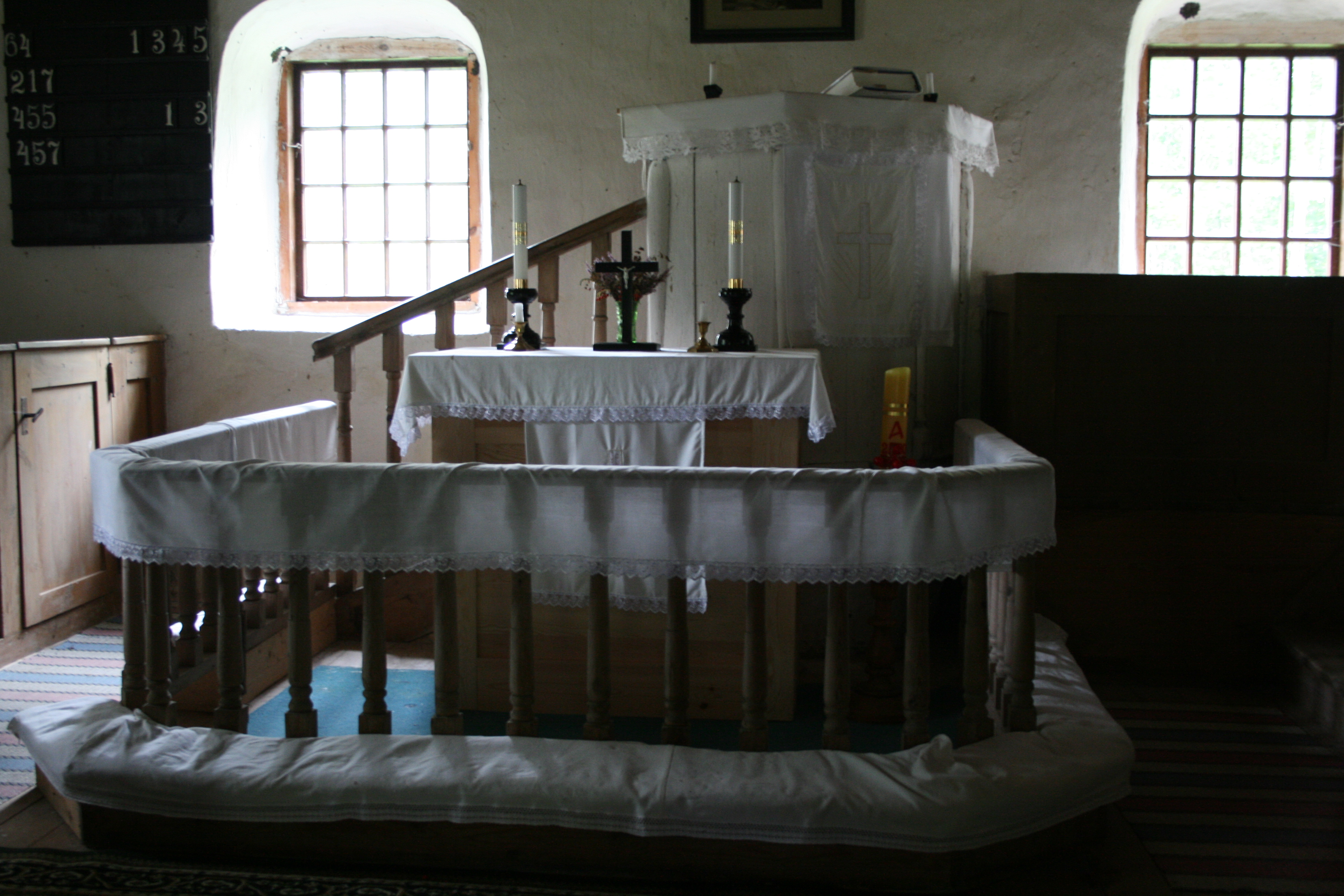
Altaret.